# Mother's Ruin
Mother's Ruin is het zesde muziekalbum van de Britse toetsenist Oliver Wakeman, zoon van Rick Wakeman. Het genre wisselt tussen progressieve rock en pure rock, dat laatste voornamelijk te danken aan geluidstechnicus (en rockmusicus) Karl Groom; het album is opgenomen in zijn Thin Ice Studios. Het spel van Oliver heeft veel weg van dat van zijn vader, dat in tegenstelling tot het spel van zijn broer Adam Wakeman.

## Musici
- Oliver Wakeman – toetsen
- David Mark – gitaar
- Moon Kinnaird – zang
- Dave Wagstaffe – slagwerk
- Tim Buchanan – basgitaar.

## Composities
1. Don't come running (3:45)
2. The agent (8:36)
3. In the movies (5:11)
4. Walk away (4:25)
5. Mother's ruin (6;11)
6. Calling for you (4:02)
7. If you're leaving (4:51)
8. I don't believe in angels (4:32)
9. Wall of water (10:42)